# جانيت لي كاري
جانيت لي كاري (بالإنجليزية: Janet Lee Carey)‏ (9 يوليو 1954، نيويورك في الولايات المتحدة)؛ كاتِبة، كاتبة للأطفال وروائية أمريكية.